# Funisciurus pyrropus
Funisciurus pyrropus је сисар из реда глодара и породице веверица (Sciuridae).

## Распрострањење
Ареал врсте Funisciurus pyrropus обухвата већи број држава у Африци. 
Врста је присутна у Нигерији, Анголи, Централноафричкој Републици, Екваторијалној Гвинеји, Габону, Гамбији, Гани, Руанди, Сијера Леонеу, Уганди, Камеруну, ДР Конгу, Републици Конго, Обали Слоноваче, Гвинеји Бисао, Либерији, Сенегалу и (непотврђено) Бурундију.

## Станиште
Станишта врсте су шуме и саване. Врста је по висини распрострањена од нивоа мора до 1.650 метара надморске висине.

## Угроженост
Ова врста није угрожена, и наведена је као последња брига јер има широко распрострањење.